# Chaerocina ellisoni
Chaerocina ellisoni är en fjärilsart som beskrevs av Hayes 1963. Chaerocina ellisoni ingår i släktet Chaerocina och familjen svärmare. Inga underarter finns listade i Catalogue of Life.